# 2010年東レ パン・パシフィック・オープン
2010年東レ パン・パシフィック・オープン・テニストーナメント(TORAY PAN PACIFIC OPEN TENNIS TOURNAMENT)は、 日本・東京都の有明コロシアム及び有明テニスの森公園にて、9月26日から10月2日まで開催されたWTAツアープレミアトーナメント大会である。サーフェスは屋外ハードコート。本年で27回目の開催となった。

## シード選手
| 国             | 選手                             | ランク1 | シード |
| -------------- | -------------------------------- | ------- | ------ |
| デンマーク     | キャロライン・ウォズニアッキ     | 2       | 1      |
| ロシア         | ベラ・ズボナレワ                 | 4       | 2      |
| セルビア       | エレナ・ヤンコビッチ             | 6       | 3      |
| オーストラリア | サマンサ・ストーサー             | 7       | 4      |
| イタリア       | フランチェスカ・スキアボーネ     | 8       | 5      |
| ポーランド     | アグニエシュカ・ラドワンスカ     | 9       | 6      |
| ロシア         | エレーナ・デメンチェワ           | 10      | 7      |
| ベラルーシ     | ビクトリア・アザレンカ           | 11      | 8      |
| 中国           | 李娜                             | 12      | 9      |
| ロシア         | スベトラーナ・クズネツォワ       | 13      | 10     |
| フランス       | マリオン・バルトリ               | 14      | 11     |
| ロシア         | マリア・シャラポワ               | 15      | 12     |
| イスラエル     | シャハー・ピアー                 | 17      | 13     |
| フランス       | アラバン・レザイ                 | 18      | 14     |
| ロシア         | ナディア・ペトロワ               | 19      | 15     |
| ロシア         | アナスタシア・パブリュチェンコワ | 20      | 16     |

- シード順は9月20日付けのランクに基づく.

### 主催者推薦
以下の3名が主催者推薦で出場した。
- クルム伊達公子
- 森田あゆみ
- 奈良くるみ

### 予選勝者
- グレタ・アン
- イベタ・ベネソバ
- 張凱貞
- エカテリーナ・マカロワ
- クリスティナ・マクヘール
- ローラ・ロブソン
- ココ・バンダウェイ
- ロベルタ・ビンチ

その他以下の1名がラッキールーザーとして本戦に繰り上がった。
- マリア・ホセ・マルチネス＝サンチェス

### エントリ後に欠場した選手
- 李娜
- セリーナ・ウィリアムズ
- 鄭潔

## 優勝

### シングルス
キャロライン・ウォズニアッキ def.  エレーナ・デメンチェワ, 1–6, 6–2, 6–3
- ウォズニアッキにとって今シーズン5回目、キャリア通算で11度目のシングルス優勝となった。

### ダブルス
イベタ・ベネソバ /  バルボラ・ザフラボバ・ストリコバ def.  シャハー・ピアー /  彭帥, 6–4, 4–6, [10–8]